# St. Nikolaus (Reute)
Die ehemalige Pfarrkirche St. Nikolaus stammte aus dem 15. Jahrhundert. Sie stand bis 1972 in Reute, einem Ortsteil von Mittelbiberach im Landkreis Biberach in Oberschwaben. 1973 wurde sie mit Ausnahme des barocken Kirchturmes durch einen ebenfalls dem heiligen Nikolaus geweihten Neubau ersetzt.

## Geschichte

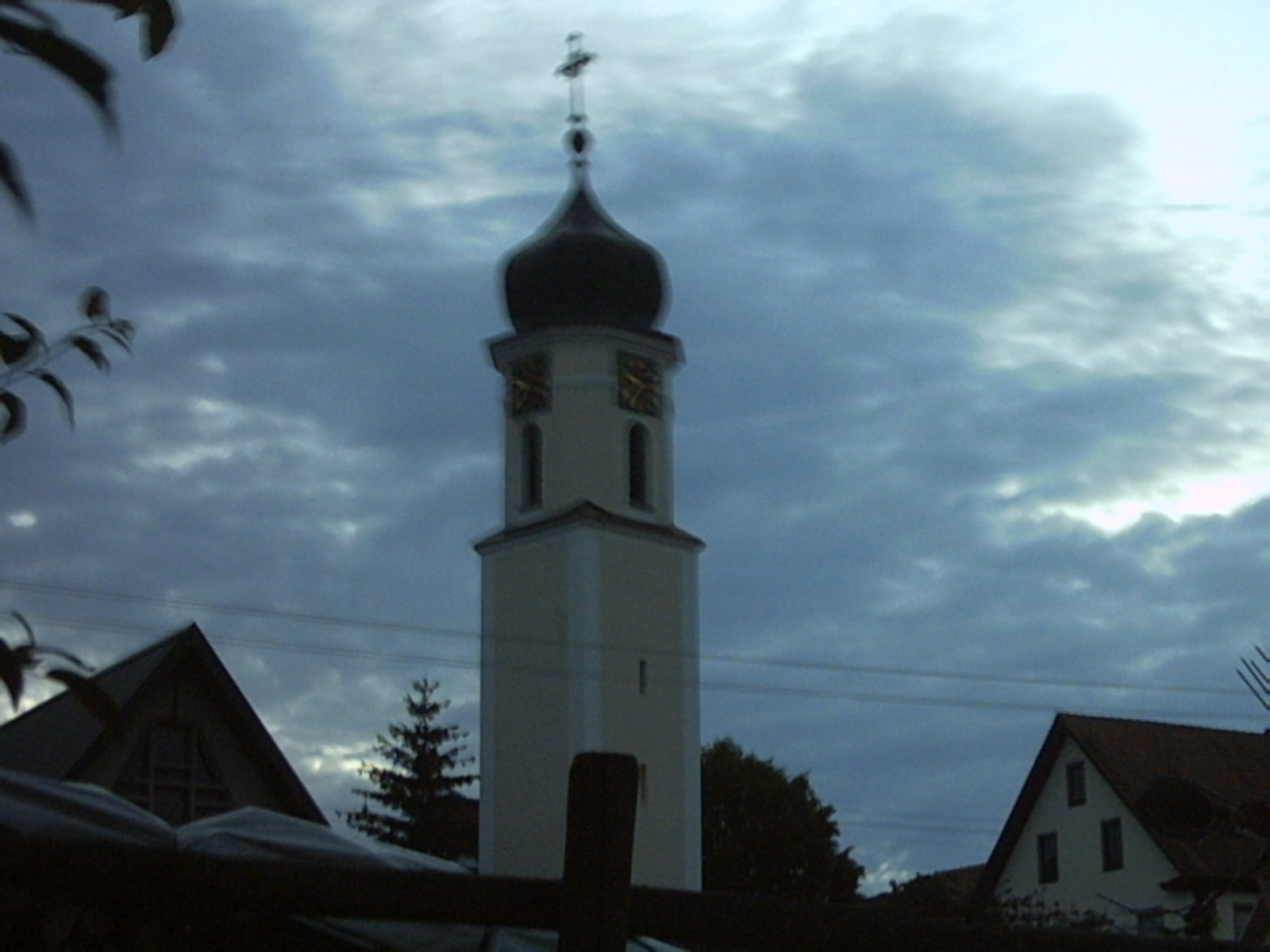
Der Turm der Pfarrkirche St. Nikolaus Reute

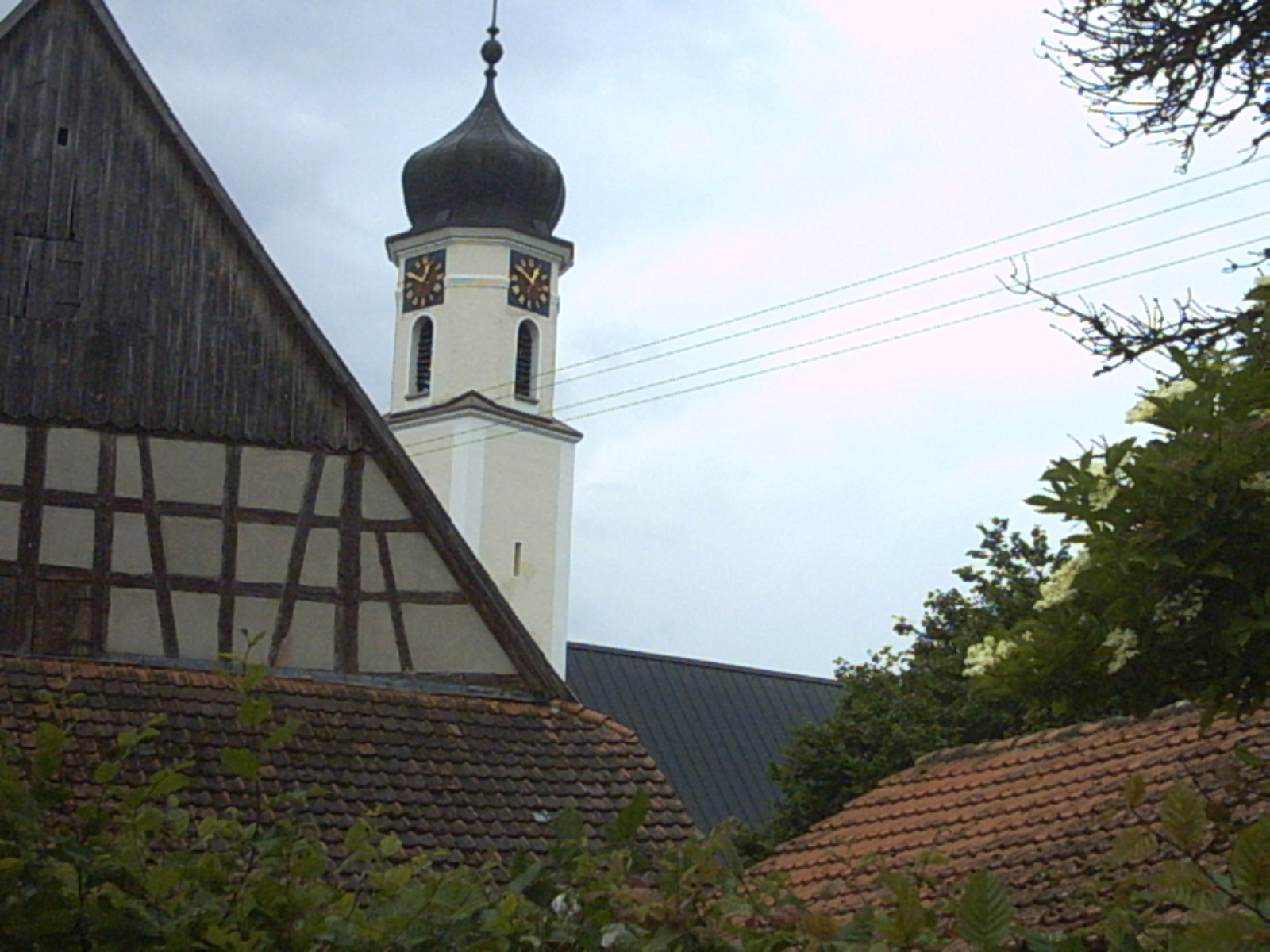
Turm

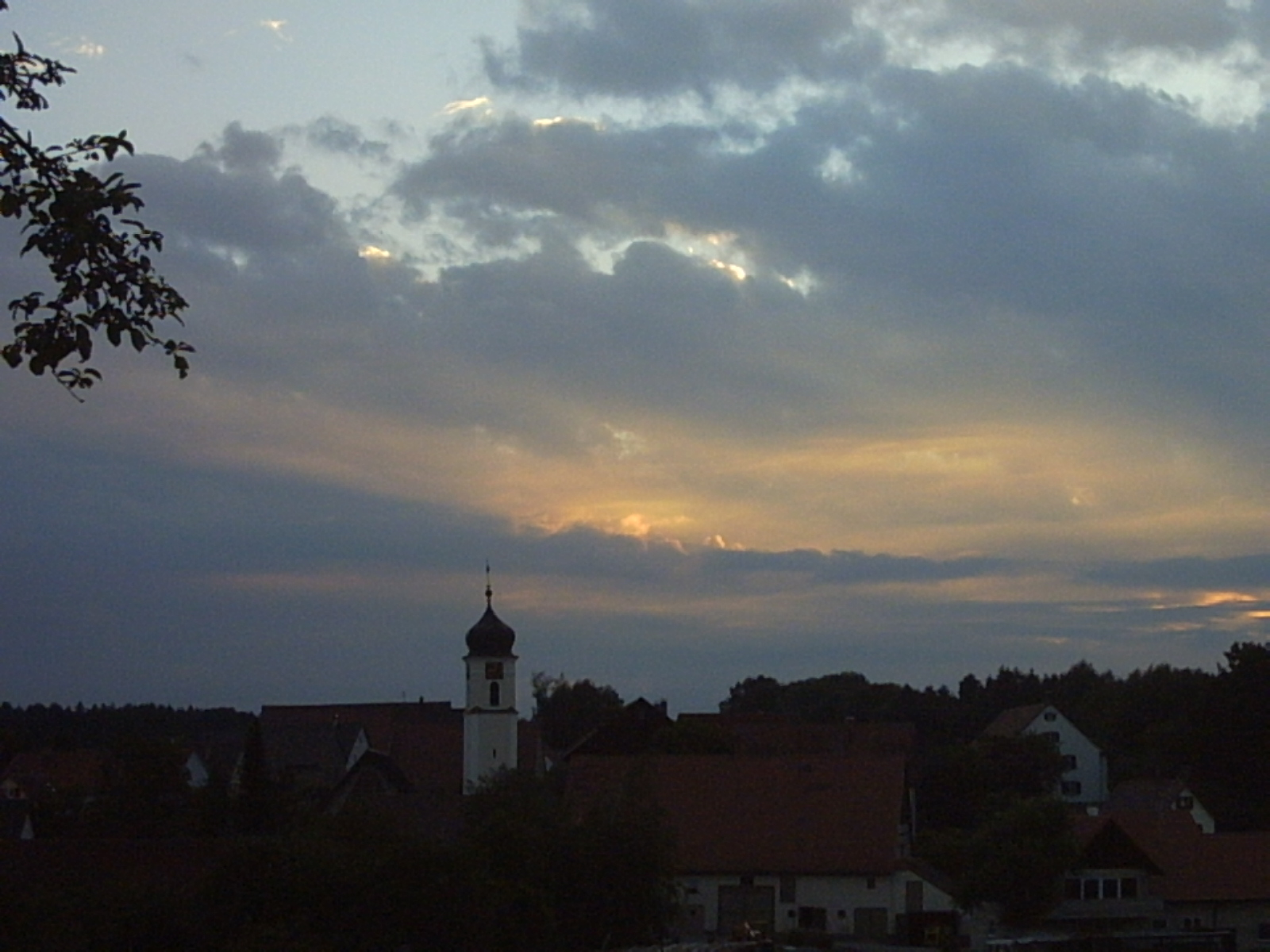
Ortsbild mit Turm

Der Ort Reute wurde urkundlich erstmals am 1. August 1351 erwähnt. Nach dieser Urkunde verkaufte das Stift Buchau den Kirchensatz zu Mittelbiberach, den Widdumshof zu Mittelbiberach und den Maierhof zu Reute an das Spital zu Biberach. Es wurde also die Kirche von Mittelbiberach selbst und alles, was dazugehörte, verkauft. Ebenso das Recht, den Geistlichen zu ernennen, aber auch die Pflicht, ihn zu verlegen, ganz nach der Willkür des Patrons. Aus dieser Zeit besteht kein Hinweis auf eine Kirche oder Kapelle in Reute. Im Jahr 1478 wurde eine Reutener Kapelle erwähnt, wahrscheinlich gab es jedoch in dem sieben Anwesen zählenden Ort schon vorher eine Kapelle. In einer Urkunde von 1504 im Spital Biberach wurde dem Priester Hans Schöffel von Biberach die freie Pfarrei Mittelbiberach übertragen.
In einer Urkunde vom 28. Juli 1608 bat der Ausschuss der Vogtei Mittelbiberach für die Pfarrkinder aus Mittelbiberach, Oberdorf, Reute, Reutener Mühle, Schönenbuch, dem Junker von Freyberg zu Zweifelsberg samt den Seinigen, der Dautenmühle und Teil der Flecken Grod bestehenden Pfarrsprengels, in Anbetracht des ständigen Anwachsens der Gemeinde in der Pfarrei einen weiteren Priester einzusetzen und das Kirchlein in Reute samt Glockenstuhl und Turm wieder aufzubauen. Dieser Zustand bestand über Jahre hinweg. Der Spital Biberach reparierte nur das allernötigste, weil die Stadt und der Spital sich der neuen Religion zugewandt hatten. Doch der Vogt von Mittelbiberach richtete immer wieder Mahnbriefe an den Spital, die nötigen Reparaturen an der Kapelle von Reute durchführen zu lassen. Diese Anmahnungen verdichteten sich um 1730 so stark, dass der Hospital keinen Ausweg mehr fand, die Reutener Kapelle 1734 endlich zu richten, das hieß, dass inzwischen ein Neubau vonnöten war.
Ein anderer Grund für die schleppende Fürsorge war wohl das kleine Einkommen der Kirche von Mittelbiberach. Diesen Mangel beendete Magdalena Maier mit der Stiftung einer Schulstelle und Kaplanei zu der Kapelle von Reute. Magdalena Maier, kinderlose Witwe des Andreas Weber, zu Mittelbiberach, vermachte ihren Bauernhof im Wert von 12.700 fl. dieser Stiftung.
Testamentsvollstrecker sollten die Herrschaft und der Pfarrer von Mittelbiberach sein. Der Pfarrer von Mittelbiberach erhielt in gleicher Weise wie die Herrschaft das Patronatsrecht über die Stelle. Gegenstand dieser Stiftung war auch die Gründung eines Beneficitatshauses (Kaplaneihaus).
Nach all den Schwierigkeiten wurde 1767 der Buchbindersohn Wilhelm Clemens Martini aus Biberach vom Abt von Schussenried empfohlen und auf diese Stelle präsentiert.
Er blieb von 1767 an Kaplan, bis er am 1. Adventsonntag 1809 Pfarrer von Reute wurde. Er starb am 8. März 1811 und wurde im neuen Gottesacker in Reute begraben.
Mit Einsetzung eines Kaplans war der Bestand der Reutener Kapelle gesichert und eine Erhebung zur Pfarrei stand bevor. 1810 beschrieb der damalige Dekan Steinhauser die Reutener Pfarrstelle. … „Die Pfarrkirche war ihrem ursprünglichen Zweck als Curatcaplanai – Kapelle (Feldkaplanei) ziemlich angemessen, jetzt aber zu klein, hat auch keine Sakristei … muss notwendig um 16 Schuh verlängert werden. Dies unterliegt aber keiner Schwierigkeit, in dem Herr Baron Johann Baptist von Ulm vollkommen eingewilligt hat, dass die Feldkapelle (Wallfahrtskapelle am Pestfriedhof) auch supprimiert und zu diesem Zweck werde.“
Die Pfarrkirche von Reute wurde also vom Landmeister Johann Jakob Atzel von Ehingen in Augenschein genommen und folgendes bestimmt: „Von der bestehenden Kirche soll das Sacrarium (der vordere Teil der Kirche, in dem der Hochaltar steht) zur Sakristei verwendet werden. Das vorherige Langhaus ergibt den sogenannten Chor, dient für den Hochaltar und Schulkinder. An diesem Chor soll ein Langhaus mit 42 Schuh in die Länge angebaut werden, welches aber auf beiden Seiten um 2 Schuh breiter wird als der Chor. Der damalige hölzerne Kirchturm, der vorhin am Ende der Kirche stand muss nun neben der Sakristei gebaut werden. Am Ende der Kirche wird die Empore erweitert, ein Besonderer Raum für die Orgel und die Vorsänger und Vorsingerinnen errichtet.“
Über das Bauwesen berichtete der neue Pfarrer Schorer in der Pfarrchronik: „Am 2. Juli hat man angefangen die Feldkapelle abzubrechen, und um allen Unordnungen der Mittelbiberachischen Weiber, die sich widerrechtlich entgegensetzen wollten, zuvorkommen, die Polizey und Landreiter aufgefordert und an den Platz beordert worden ….“ Die Bevölkerung von Mittelbiberach war überhaupt nicht damit einverstanden, dass die Feldkapelle mit dem Gnadenbild der Maria vom Troste abgetragen werde. Alle Versuche, die Kapelle zu erhalten, scheiterten, selbst kaufen durften sie ihre Kapelle nicht. Die Wallfahrt wurde amtlicherseits durch Abbruch der Kapelle aufgelöst. Nur so war offensichtlich das Ende abzusehen. Dass ausgerechnet die Nachbargemeinde Reute dieses Kleinod abbrechen musste, hat das Verhältnis zu der Reutener Bevölkerung nicht gerade verbessert. 1811 schrieb Pfarrer Schorer, dass die Kirche sehr schlecht ausgebaut wurde und so kam es auch, dass es bei der Visitation zehn Defekte auszustellen gab, die noch verbessert werden mussten. Doch die Reparaturen an der Kirche nahmen kein Ende. Am 30. Januar 1814 brach die Stiege zur Empore aus ihren Balken herunter, weil dieselbe in der Mauer nur mit Pforsand, Wasser und Steinen zusammengearbeitet war. Die Beschaffung des nötigen Geldes für diese Reparatur dauerte bis in den Sommer hinein. „Doch als man zum bauen ging, fand man den Kram erst recht; es würde kurze Zeit angestanden sein, wäre die ganze Empore zusammengestürzt.“ Im Oktober 1814 gab es nochmalige Reparaturen an der Kirche, abermals wurde das Dach ausgebessert. 1837 wurde dann doch eine neue Steige an die Empore gebaut. So reihen sich verschiedene Bau- und Verschönerungsmaßnahmen über viele Jahre hinweg. 1909 sollte wieder das Kirchendach repariert und umgeschlagen werden. Der Dachboden sollte durch neue Quer- und Längsbalken besser aufgehängt werden, deren Auflagestelle teilweise abgefault waren. Damit hatte sich nun das Aussehen der Reutener Kirche zu ihrem 100-jährigen Jubiläum wesentlich verändert.

## Der Neubau
Die ständigen Reparaturen und Verschönerungen am Kirchenbau waren ein Fass ohne Boden. 1971 standen der Kirchengemeinderat und Pfarrer Wieland abermals vor einer notwendigen Renovierung. Das einhellige Urteil der Bischöflichen Behörde, des Diözesankunstvereins und der staatlichen Denkmalpflege, welche ebenfalls von einer „Renovierung“ absah, empfahl einen Neubau. So wurde der – altershalber – geschützte Bau sofort und ohne Schwierigkeiten zum Abbruch freigegeben.
Alle Überlegungen des früheren Pfarrgemeinderats (und des Pfarrers) gingen ursprünglich von keiner anderen Absicht aus und endeten bei der Erkenntnis, dass dies unwirklich sei: Mit mehr
als der Hälfte der Neubaukosten, eingeschlossen den auf die Dauer wirkungslosen Versuch, das Mauerwerk zu entfeuchten (die Salpeterwände waren von außen und innen zu erkennen), wäre auch bei damaliger Größe der Gemeinde, von deren Wachstum abgesehen, ungenügender Raum mit ungenügendem Wert entstanden – das teure Geld damit vertan.
So wagte schließlich der Kirchengemeinderat, die alte Kirche abzutragen, um am gleichen Platz eine neue Kirche zu erstellen. Mit diesem Projekt hatte sich die Gemeinde Reute eine im Verhältnis zu ihrer Größe gewaltige Aufgabe vorgenommen. In weiser Voraussicht hatten sie seit 1964 eifrig gesammelt und tatsächlich schon drei Viertel der versprochenen Summe aufgebracht. Die restlichen Kosten wurden aus den offiziellen Haushaltsmitteln und einem Zuschuss der Diözese gedeckt.
Ab Ostern 1972 wurde der alte Bau bis auf den barocken Turm abgebrochen. Der Neubau wurde am 24. Juni 1973 eingeweiht. Dieser von dem Architekten Gerold Reutter aus Wernau (Neckar) entworfene Bautyp kam von 1964 bis 1975 bei insgesamt 17 Kirchenneubauten in der Diözese Rottenburg-Stuttgart zum Einsatz.